# シスレイジ・ド・アモール・リマ
シシー（Sissi）ことシスレイジ・ド・アモール・リマ（Sisleide do Amor Lima、1967年2月19日 - ）は、ブラジル・バイーア州エスプラナーダ出身の女子サッカー選手・指導者。ポジションはミッドフィルダー。元ブラジル女子代表。

## 経歴
父と兄の影響により6歳でサッカーを始めた。 14歳で親元を離れサルヴァドールでプロになる。 18歳でブラジル代表初キャップ。
1988年に中国で開かれたFIFA女子招待トーナメントにブラジル代表として出場し3位。しかし、第1回女子ワールドカップは所属クラブの許可が得られず不参加。
1999ワールドカップでは7ゴールを挙げ、中国の孫雯とともにゴールデンブーツ（得点王）を獲得。